# Léon Marie Joseph Delaissé
Léon Marie Joseph Delaissé (* 7. September 1914 in Herseaux; † 4. Januar 1972 in Oxford) war ein belgischer Kunsthistoriker, der sich auf illuminierte Manuskripte spezialisiert hatte.

## Leben
Er studierte Romanistik an der Katholieke Universiteit Leuven. Von 1947 bis 1964 war er Bibliothekar der Manuskriptabteilung der Koninklijke Bibliotheek van België. Danach war er wissenschaftlicher Mitarbeiter am All Souls College.

## Schriften (Auswahl)
- Le manuscrit autographe de Thomas a Kempis et „L’imitation de Jésus-Christ“. Examen archéologique et édition diplomatique du Bruxellensis 5855–61. Paris 1956, OCLC 1075843232.
- Mittelalterliche Miniaturen. Von der Burgundischen Bibliothek zum Handschriftenkabinett der Königlich Belgischen Bibliothek. Köln 1960, OCLC 18029095.
- A century of Dutch manuscript illumination. Berkeley 1968, OCLC 252530792.
- Illuminated manuscripts. The James A. de Rothschild Collection at Waddesdon Manor.  Fribourg 1977, ISBN 0-7078-0009-0.